# Makoto Fujita
Makoto Fujita (japanska: 藤田 誠 Fujita Makoto), född 1957, är en japansk kemist. Han är en pionjär inom det nya tvärvetenskapliga kunskapsområdet supramolekylär kemi, studier om förening av relativt små molekylära eller joniska byggstenar till stora ordnade strukturer (supramolekylära komplex), innebärande undersökning av molekylära arkitekturer som överskrider begreppet molekyl och med sammanhållande intermolekylära krafter av många olika slag.
Makoto Fujita studerade på Chibas universitet i prefekturen Chiba, med kandidatexamen 1982 och magisterexamen 1982. Han disputerade 1987 på Tokyo Kogyo-universitetet.
Han var 1999–2002 professor på Nagoyas universitet och är sedan 2002 professor på Institutionen för tillämpad kemi på Tokyos universitet. 
Han har framför allt forskat om specifika komplex, eller koordinationsföreningar. Hans forskningslag har tagit fram olika självkoordinerande komplexa molekylära system, med en central metalljon som omgivs av ligander, bland annat ett poröst sådant som det kallar "kristallin svamp". Denna används sedan som verktyg i annan specifik forskning inom tillämpad kemi.
Han fick Wolfpriset i kemi 2018 tillsammans med Omar Yaghi.